# Egnaci (militar)
Egnaci o Ignaci (en llatí Egnatius), probablement fill i net d'uns senadors del mateix nom, era un militar romà que va acompanyar a Cras en la seva expedició contra els parts. Després de la derrota a la batalla de Carrhae l'any 53 aC, es va escapar de l'escenari de la batalla amb 300 cavallers.
Appià esmenta a dos Egnaci, pare i fill, que van ser inclosos en les proscripcions de l'any 43 aC i executats ambdós al mateix temps, un en braços de l'altre, que podrien ser el personatge objecte d'aquest article i el seu pare.